# Christophe Dumolin
Christophe Dumolin est un joueur de football français né le 4 janvier 1973 à Lyon. Il évolue au poste de défenseur central ou d'arrière latéral gauche.

## Biographie
Christophe Dumolin est un joueur venu du monde amateur et du Grenoble F38, à l'époque où celui-ci évoluait entre le CFA 2 et le CFA.
En 1994-1995, il rejoint après un essai le Stade lavallois en 2e Division, mais n'est pas conservé l'été suivant et retourne à Grenoble.
En 1999, Christophe Dumolin rejoint le FC Istres en National, avec lequel il réussit à accéder jusqu'à la Ligue 1 en 2004. Montée mal gérée puisque le club redescend aussitôt, retournant même en National en 2007. De 2006 à 2008 il est l'un des deux délégués syndicaux de l'UNFP au sein du FC Istres,. Il participe en 2008-2009, à la remontée du club en Ligue 2.
De 2011 à 2015, Christophe Dumolin est l'entraîneur du Rapid de Menton.
Depuis 2013, il est comptable à la direction du budget et du Trésor de la principauté de Monaco.

## Carrière
- 1992-1999 :  Grenoble Foot 38 (CFA2, CFA et National)
- 1994-1995 :  Stade lavallois (L2)
- 1999-2010 :  FC Istres (L1, L2 et National)[4]

## Palmarès
- Champion de France de National en 2009 avec Istres

## Statistiques
- 29 matchs en Ligue 1
- 195 matchs et 5 buts en Ligue 2